# Các quan điểm chính trị của Donald Trump
Các lập trường hay quan điểm chính trị của Tổng thống Hoa Kỳ Donald Trump (đôi khi được gọi là chủ nghĩa Trump ) thường xuyên thay đổi.

## Đảng phái chính trị và hệ tư tưởng

### Tự mô tả

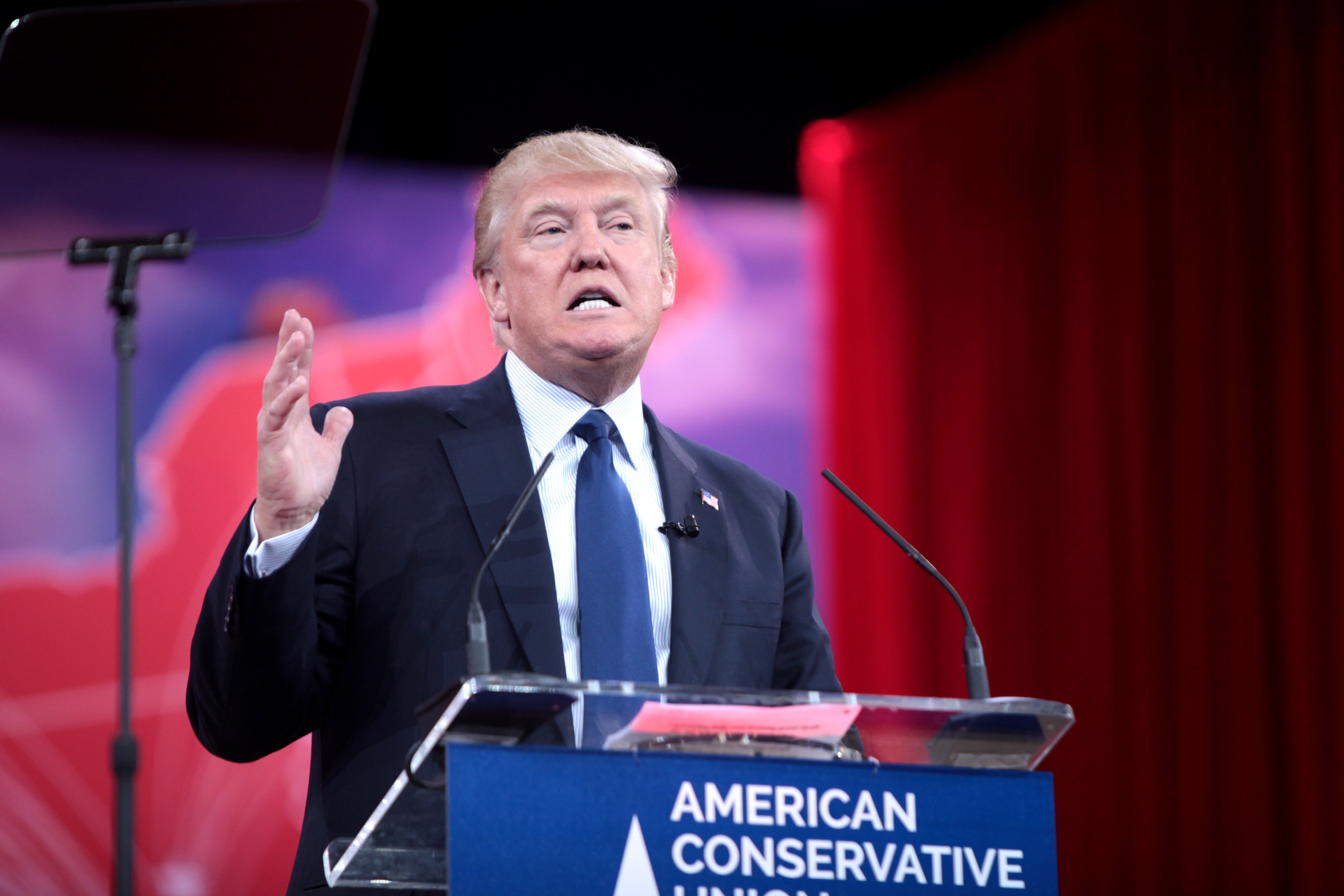
Trump phát biểu tại Hội nghị Hành động Chính trị Bảo thủ (CPAC) năm 2015

Trump đăng ký trở thành đảng viên Cộng hòa ở Manhattan vào năm 1987 và kể từ thời điểm đó đã thay đổi đảng phái của mình 5 lần. Năm 1999, Trump thay đổi đảng phái của mình thành Đảng Độc lập của New York. Vào tháng 8 năm 2001, Trump thay đổi đảng phái của mình thành đảng Dân chủ. Vào tháng 9 năm 2009, Trump đã thay đổi đảng phái của mình trở lại Đảng Cộng hòa. Vào tháng 12 năm 2011, Trump đổi thành "không liên kết với đảng nào" (độc lập). Vào tháng 4 năm 2012, Trump một lần nữa trở lại Đảng Cộng hòa.